# Хайгль, Пауль
Пауль Хайгль (нем. Paul Heigl; 29 апреля 1887, Марбург-ан-дер-Драу — 8 апреля 1945, Вена) — австрийский библиотекарь.
Провёл детство и юность в Инсбруке, Тренто и Триесте. Окончил Грацский университет, в 1910 г, защитил диссертацию «Дипломатические отношения между Миланом и Германией в правление Фридриха III» (нем. Die diplomatischen Beziehungen zwischen Mailand und Deutschland während der Regierungszeit Friedrichs III.). Работал архивариусом в Институте изучения австрийской истории при Венском университете. В годы Первой мировой войны служил в австро-венгерской армии, воевал в Сербии и Италии. По окончании войны работал в библиотеке Венского университета.
В 1927 г. опубликовал отдельным изданием, под псевдонимом Фридрих Хергет, антисемитский памфлет «Из мастерской масонов и евреев послевоенной Австрии» (нем. Aus der Werkstatt der Freimaurer und Juden im Oesterreich der Nachkriegszeit). В 1933 г. вступил в НСДАП. По этой причине в 1935 году был вынужден эмигрировать из Австрии в Третий Рейх, работал в библиотеке Грайфсвальдского университета, затем в Прусской государственной библиотеке.
После аншлюса Хайгль вернулся в Вену и в 1938 году был назначен генеральным директором Австрийской национальной библиотеки. Занимался нацификацией её работы: увольнением сотрудников-евреев, исключением евреев из числа читателей, проведением различных идеологических мероприятий. Под контролем Хайгля происходило пополнение фондов библиотеки конфискованными у евреев книгами и иными материалами; в частности, Хайгль добился конфискации в пользу библиотеки архива албаниста Норберта Йокля, завещанного Албании. В 1941 г. консультировал в этом же направлении библиотеки в Загребе и Белграде. Помимо собственно библиотечной работы Хайгль входил в состав Отделения по изучению еврейского вопроса в берлинском Институте истории новой Германии.
Покончил с собой, видя неизбежный крах нацистского режима.